# Berlebecke (Naturschutzgebiet)
Koordinaten: 51° 53′ 57″ N, 8° 53′ 0″ O

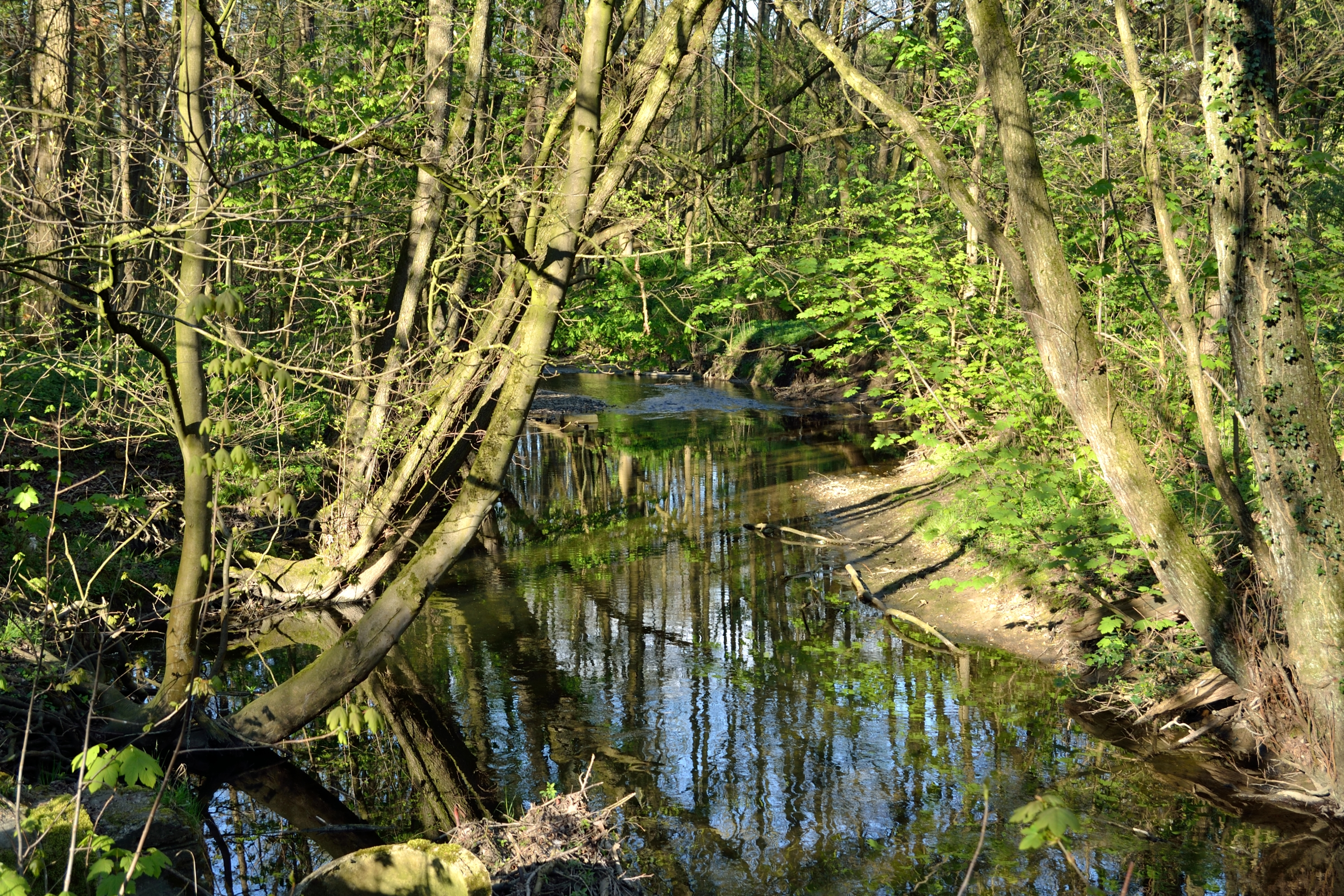
Naturschutzgebiet Berlebecke (April 2014)

Das Naturschutzgebiet Berlebecke liegt auf dem Gebiet der Stadt Detmold im Kreis Lippe in Nordrhein-Westfalen. Das aus zwei Teilflächen bestehende Gebiet erstreckt sich südlich und südwestlich der Kernstadt Detmold zu beiden Seiten der Landesstraßen 828 und der 937. Durch das Gebiet hindurch fließt die Berlebecke.

## Bedeutung
Das etwa 111,0 Hektar große Gebiet mit der Schlüssel-Nummer LIP-091 steht seit dem Jahr 2006 unter Naturschutz.